# 6912 Grimm
6912 Grimm (1991 GQ2) là một tiểu hành tinh vành đai chính được phát hiện ngày 8 tháng 4 năm 1991 bởi Elst, E. W. ở La Silla.